# Jeg - en kvinde 2
Jeg – en kvinde 2 er en dansk/svensk film fra 1968.
- Manuskript Peer Guldbrandsen efter roman af Siv Holm.
- Instruktion Mac Ahlberg.

Blandt de medvirkende kan nævnes:
- Lars Lunøe
- Bertel Lauring
- Klaus Pagh
- Karl Stegger
- Kate Mundt
- Carl Ottosen
- Bjørn Puggaard-Müller
- Sigrid Horne-Rasmussen
- Else Petersen
- Poul Glargaard
- Lise Thomsen
- Ebba With